# 池澤春菜
池澤 春菜（いけざわ はるな、1975年12月15日 - ）は、日本の声優、舞台女優、歌手、エッセイスト。第20代日本SF作家クラブ会長。アクロスエンタテインメント所属。ギリシャアテネ出身、神奈川県横浜市、東京都世田谷区育ち。
小説家、詩人、翻訳家の池澤夏樹は父。小説家、詩人の福永武彦は祖父。海軍少将で理学博士の秋吉利雄は曾祖伯父（伝記的小説として池澤夏樹の『また会う日まで』（朝日新聞出版）がある）。キャリアカウンセラー、ギリシャ料理研究家の池澤ショーエンバウム直美は母。詩人の原條あき子は祖母。

## 経歴
成城学園出身（中学校・高等学校を経て大学中退）。
タイでの留学生活が波瀾万丈で3回くらい死にかけたこともあり、帰国時には両親が気付かれないくらいにやつれており、人と会ったり話したりすることが辛くなっていた。祖父が「そんな状態はよくない」として「楽しい人たちがいるから会いに行ってみないか」と誘い出し、その時に声優事務所の社長に会って「こんな人もいるんだ、こんな世界もあるんだ」と思っていたところラジオのオーディションの話を貰い、大学在学時の1994年、『B-univ バーチャファクトリー』（KBS京都）のアシスタントとして芸能界デビュー。『ミュータント・タートルズ（旧作）』へのゲスト出演で声優としてデビューを果たした。
2009年2月頃からWebサイトに名誉を傷つける書き込みをしたり電子メールを何度も送って面会を迫ったとして、ファンを名乗る無職の男がストーカー規制法違反と名誉棄損の疑いで7月10日に逮捕されている。池澤自身には直接の実害こそ無かったものの、逮捕された男は1度深夜にスタジオから出た直後で帰宅途中の池澤を待ち伏せして、意味不明な発言をするといった精神的苦痛などを与えている。
2014年1月1日、2002年から11年間所属していたオスカープロモーションを離れ、フリーになったことを発表。2014年7月1日からアクロス エンタテインメントに所属することを発表した。オスカープロモーションの前には、81プロデュースに所属していた。
2020年7月1日、一般男性と結婚を発表。相手は日本人だが、長く海外に住んでいた人物であり、新型コロナウイルス感染症の流行の影響で当初予定していた相手の帰国がなかなか叶わず、予定よりも発表が遅くなった。かつては祝日・連休にイベントなどの仕事が多く、平日が空くなど「人が休んでいる時に働いて、人が働いている時に休む生活」だったが、「一生縁がないと思っていた堅気のお仕事の人と一緒になってしまった」ことで、レギュラーの仕事がある曜日以外は頓着しなかった暦を気にせざるを得なくなり、連休は宿がとりにくかったり料金が高かったりすることなどに苦労する日々と述懐している。2024年9月29日には「生涯最高の1日でした」と挙式の報告を行っている。
SF評論家の堺三保と、Live Wireでの定期イベント「池澤春菜＆堺三保のSFなんでも箱 (Anything Box)」を2020年まで実施していた。2020年12月22日、初の小説作品『オービタル・クリスマス』（堺三保原作）を河出書房新社のWebサイトにて公開した。2021年、同作で第52回星雲賞日本短編部門を受賞した。

## 人物
NHK『フランス語会話』に1年間の出演を終えた後も、フランス語を勉強している。他にもギリシャ生まれでイギリスとタイに留学経験があり、スペイン語も習っていた経験があるため、日本語、ギリシャ語、フランス語、英語、タイ語、スペイン語を話せるマルチリンガルである。
重度の活字中毒で、字が読めるようになった頃から、起床後から朝食中、通学中、授業中、給食中、下校中、夕御飯中と、就寝まで本を手放さず、1日に3 - 4冊を読む生活を送っていた。母親に寝るよう促され部屋の電気を消された後も、布団の中に懐中電灯を持ち込んで読み、母親は小学校の先生に「娘の本の読み過ぎ」について相談したこともある。大人になった今でも1日に1 - 2冊は読み、休日には傍らに本を積み上げて、食事をする間も惜しんでひたすら読書に没頭する。そんな自分を「書痴」「超のつく読書狂」と称する。本を読むために、電車での移動を好むほか、旅先にも必ず複数の本を持っていく。『本の雑誌』2009年1月号から、読書コラム「乙女の読書道」の連載を開始した。
エッセイの執筆活動も行っている。2013年から日本SF作家クラブ会員。2017年、SFエッセイ集『SFのSは、ステキのS』で第48回星雲賞ノンフィクション部門を受賞。2020年9月には日本SF作家クラブの20代目会長に就任し、2022年9月まで務めた。2022年、柿村イサナ名義でゲンロン大森望SF創作講座に参加して講座の課題としてSF短編小説を発表し、のち短編集『わたしは孤独な星のように』に収録される。
Macをこよなく愛しており、「Macで女子で声優といえばワタクシ」であると自負している。雑誌『Mac Fan』にも「池澤春菜の天声姫語」のコーナーを持っている。2009年9月号の『Mac Fan』の同コーナーでは、「17歳教」に入信したことを明かしている。
『Mac Fan』の企画として「MACユーザーのためのVOCALOID（初音ミク）のような何かを作る」ために、池澤本人の音声を録音した単語ファイルの断片を使用した「Mac音ナナ」を制作。当初は「Mac Fan」編集部員との制作で、その後、MI7 Japanとの協力でサンプリング素材として本格的に制作を開始した。2009年3月28日にact2.comでダウンロード販売を開始、Reason用のReFillファイルとAIFFファイルの構成になっている。その後VOCALOID 3で正式にMac OS Xに対応したことを受けて、「マクネナナ」に名称を変更した上でVOCALOID用ライブラリとして改めて制作、販売されている。
愛犬家で、「クー」と名付けられた雌のパグをパートナーとしている。「愛犬が他界したら自らも」主旨の発言などから溺愛振りを知ることができる。
映画『モスラ』の原作者の一人としても知られる小説家の福永武彦は祖父にあたるが、福永は池澤のギリシャ在住中に日本で死去したため、池澤が生まれた時から、祖父と会うことはなかった。池澤が生まれた際に、池澤の父（池澤夏樹）が福永に「春菜」と名付けたことを電話で報告したところ、福永は夏樹の誕生時に女だったら「はるな」とつけるつもりであったことを明かし、偶然の一致に絶句していた。池澤は、存命であれば趣味の話などで意気投合できたであろうと述べている。
「スーパーロボット大戦シリーズ」は『第2次スーパーロボット大戦』あたりからプレイしており、『スーパーロボット大戦Z』では『超重神グラヴィオン』の「城琉菜」役で出演した。同シリーズの「OGシリーズ」への出演希望も述べており、『第2次スーパーロボット大戦OG』にて「アーマラ」役を演じている。ほかにも、複数のキャラクターで出演している。

## 出演
太字はメインキャラクター。

### テレビアニメ
1995年
- 愛天使伝説ウェディングピーチ（生徒、新婦、おじゃ魔、タマタ魔、オディオ 他）

1996年
- 逮捕しちゃうぞ（海田みえ）
- 爆走兄弟レッツ&ゴー!!（1996年 - 1998年、星馬豪、大神マリナ） - 3シリーズ

1997年
- VIRUS -VIRUS BUSTER SERGE-（ミレイ）
- 救命戦士ナノセイバー（仁）
- CLAMP学園探偵団（梓夜凪砂）
- 忍ペンまん丸（1997年 - 1998年、まん丸）
- HAUNTEDじゃんくしょん（羽奈子）

1998年
- アリスSOS（芦川ゆかり）
- 金田一少年の事件簿（1998年 - 2000年、金田一二三、少女）
- 太陽の子エステバン（BS版）（マイナ）

1999年
- 仙界伝 封神演義（清）
- 装甲救助部隊レストル（パンキー）
- 爆球連発!!スーパービーダマン（小野寺マリ）

2000年
- うちゅう人 田中太郎（ゴージャスあいこ）
- 機巧奇傳ヒヲウ戦記（華）
- 銀装騎攻オーディアン（ネル・マクマハウゼン、レポーター）
- グラビテーション（鵜飼典子）
- THE ビッグオー（ローラ）
- だぁ!だぁ!だぁ!（2000年 - 2002年、花小町クリスティーヌ）
- とっとこハム太郎（2000年 - 2013年、春名ヒロ子 / ロコちゃん、トラハムちゃん） - 5シリーズ
- 六門天外モンコレナイト（キキーモラ）

2001年
- 超GALS!寿蘭（2001年 - 2002年、山咲美由）

2002年
- あたしンち（2002年 - 2016年、ゆかりん） - 2シリーズ
- 超重神グラヴィオン（2002年 - 2004年、城琉菜） - 2シリーズ

2003年
- 金色のガッシュベル!!（2003年 - 2006年、リィエン）
- 時空冒険記ゼントリックス（ミーガン）
- 高橋留美子劇場（美津江、ひとみ）
- 高橋留美子劇場 人魚の森（若い佐和）
- ドラえもん（テレビ朝日版第1期）（伊藤つばさ〈4代目〉）
- 名探偵コナン（2003年 - 2025年、波原霞、安西絵麻、氷室樹里、三浦美香、高田此乃美）

2004年
- ケロロ軍曹（2004年 - 2014年、西澤桃華、桃姫、宇宙人） - 2シリーズ
- ななみちゃん（フランソワーズ・フォットイテーン）
- ふたりはプリキュア（2004年 - 2006年、ポルン） - 2シリーズ
- マリア様がみてる（2004年 - 2009年、島津由乃） - 3シリーズ

2005年
- 機動新撰組 萌えよ剣 TV（沖田薫）

2006年
- ガイキング LEGEND OF DAIKU-MARYU（次大帝プロイスト、ピンクのカバ）
- クレヨンしんちゃん（2006年 - 2023年、キャサリン、ツゥ、松本ショウ、外連出初子）
- 祝!(ハピ☆ラキ)ビックリマン（2006年 - 2007年、十字架天使、レッドエンジェル、ブルーエンジェル、シルバーエンジェル）

2007年
- キミキス pure rouge（2007年 - 2008年、水澤摩央）
- ゲゲゲの鬼太郎（第5作）（2007年 - 2009年、アマビエ、観光客）
- 獣装機攻ダンクーガノヴァ（飛鷹葵）
- モノノ怪 「海坊主」（お庸）

2008年
- ネオ アンジェリーク Abyss -Second Age-（セドナ）

2009年
- ONE PIECE（2009年 - 2012年、ケイミー）

2011年
- べるぜバブ（2011年 - 2012年、七海静、島津）
- ぬっことはるか（ぬっこ）

2012年
- エリアの騎士（ミーナ・マイヤー）
- 男子高校生の日常（自意識過剰女）
- マギ（ライラ）

2013年
- ドラえもん（テレビ朝日版第2期）（2013年 - 2016年、スージー、宇佐美ボルト）
- ファンタジスタドール（リン）
- ファイ・ブレイン 神のパズル（レジーナ・マリア・バスコ）

2014年
- 魔法少女大戦（榊天音)

2015年
- ふうせんいぬティニー（ふうせんミーアキャット）

2016年
- B-PROJECT〜鼓動*アンビシャス〜（ソフィ・ヴェベール）

2017年
- タイガーマスクW（ミント）

2018年
- ウマ娘 プリティーダービー（ブロワイエ）

2020年
- シャドウバース（司会嬢）

2022年
- ポプテピピック TVアニメーション作品第二シリーズ（クトゥルフ / クトゥ夫〈Aパート〉、ウサギ〈第11話Aパート〉）
- デジモンゴーストゲーム（オウリアモン）

2023年
- BIRDIE WING -Golf Girls' Story-（敷島零華）

2024年
- HIGHSPEED Étoile（輪堂小春）

2025年
- フェルマーの料理（福田寧々）
- フードコートで、また明日。（モコちゃん）

### 劇場アニメ
1997年
- 爆走兄弟レッツ&ゴー!!WGP 暴走ミニ四駆大追跡!（星馬豪）

1999年
- 金田一少年の事件簿2 殺戮のディープブルー（金田一二三）

2001年
- 劇場版 とっとこハム太郎 ハムハムランド大冒険（ロコちゃん）

2002年
- 劇場版 とっとこハム太郎 ハムハムハムージャ! 幻のプリンセス（ロコちゃん）

2003年
- 映画 あたしンち（ユカリン）
- クレヨンしんちゃん 嵐を呼ぶ 栄光のヤキニクロード（キャンペーンガールA）
- 劇場版 とっとこハム太郎 ハムハムグランプリン オーロラ谷の奇跡 リボンちゃん危機一髪!（ロコちゃん）

2004年
- 劇場版 とっとこハム太郎 はむはむぱらだいちゅ! ハム太郎とふしぎのオニの絵本塔（ロコちゃん）

2005年
- 映画 ふたりはプリキュア Max Heart（ポルン）
- 映画 ふたりはプリキュア Max Heart 2 雪空のともだち（ポルン）

2006年
- 超劇場版ケロロ軍曹（西澤桃華）

2007年
- 超劇場版ケロロ軍曹2 深海のプリンセスであります!（西澤桃華）

2008年
- 劇場版 ゲゲゲの鬼太郎 日本爆裂!!（アマビエ）
- 超劇場版ケロロ軍曹3 ケロロ対ケロロ天空大決戦であります!（西澤桃華）

2009年
- 映画 プリキュアオールスターズDX みんなともだちっ☆奇跡の全員大集合!（ポルン）
- 超劇場版ケロロ軍曹 撃侵ドラゴンウォリアーズであります!（西澤桃華）

2010年
- 映画 プリキュアオールスターズDX2 希望の光☆レインボージュエルを守れ!（ポルン）
- 超劇場版ケロロ軍曹 誕生!究極ケロロ 奇跡の時空島であります!!（西澤桃華）

2011年
- 映画 プリキュアオールスターズDX3 未来にとどけ! 世界をつなぐ☆虹色の花（ポルン）

### OVA
1995年
- 学校の幽霊
- 美少女遊撃隊バトルスキッパー（BSX-3）

1996年
- ドクターかめかめ（ナースちゃん）
- ぞくぞく村のオバケたち（グー、ナオミ、メロメロ）

1997年
- 超光速グランドール（はるな）
- 厄災仔寵（役仔寵）

1998年
- 超機動伝説ダイナギガ（泉崎奈々）

1999年
- 超神姫ダンガイザー3（1999年 - 2001年、美剣陽菜、アイリーン）
- メルティランサー The Animation（ナナイ・ナタレシオン・ナインハルテン）

2000年
- 伊藤潤二 恐怖マンガCollection 富江（富江）

2002年
- とっとこハム太郎 OVAシリーズ（2002年 - 2004年、春名ヒロ子 / ロコちゃん、トラハムちゃん） - 4作品

2003年
- がぁーでぃあんHearts（2003年 - 2005年、チェル〈チェルシー・フォークル〉） - 2シリーズ
- 機動新撰組 萌えよ剣（沖田薫）
- E'S（明日香）
- Memories Off 2nd（南つばめ）

2006年
- マリア様がみてる 3rdシーズン（島津由乃）

2007年
- ICE（瞳）

2016年
- クビキリサイクル 青色サヴァンと戯言遣い（佐代野弥生）

2018年
- ウマ娘 プリティーダービー BNWの誓い（ブロワイエ）

### Webアニメ
- The King of Fighters: Another Day（2005年、麻宮アテナ）
- THE KING OF FIGHTERS:DESTINY（2017年、麻宮アテナ）

### ゲーム
1996年
- トゥルー・ラブストーリー（天野みどり）
- メルティランサー 〜銀河少女警察2086〜（ナナイ・ナタレシオン・ナインハルテン）
- リトルステップ（美詩エル、飛翔れい）
- LUNAR シルバースターストーリー（ジェシカ）

1997年
- あやかし忍伝 くの一番（白瀬桜華）
- ウィザーズハーモニー2（ルミナ・ティンカーベル）
- クラッシュ・バンディクー2 コルテックスの逆襲!（ココ・バンディクー）
- 忍ペンまん丸（まん丸） - SS版
- フルカウルミニ四駆スーパーファクトリー（星馬豪）
- パワードール2（メリサ・ラザフォード）
- ボイスアイドルマニアックス 〜プールバーストーリー〜
- ミニ四駆 爆走兄弟レッツ&ゴー!!WGP HYPER HEAT（星馬豪）
- マジカルドロップ3（ラバーズ、デス）
- マリーのアトリエ 〜ザールブルグの錬金術士〜（マルローネ〈マリー〉）
- 無人島物語R（立原希羅々）
- 竜機伝承2（ロレン・ペルル）
- どきどき ON AIR（芹澤なな）

1998年
- あやかし忍伝 くの一番プラス（白瀬桜華）
- 火星物語（ローズ、コアラップ）
- クラッシュ・バンディクー3 ブッとび!世界一周（ココ・バンディクー）
- ザ・キング・オブ・ファイターズ シリーズ（1998年 - 2022年、麻宮アテナ、フォクシー〈2000 - 〉、ダイアナ〈2001 - 〉、コスプレイヤー京子〈2000〉） - 15作品
- DEBUT21（萩原亮子）
- 爆走兄弟レッツ&ゴー!! エターナルウィングス（星馬豪、大神マリナ）
- Blaze & Blade（プリースト：女）
- 猫なカ・ン・ケ・イ

1999年
- アークザラッドIII（マーシア）
- ATHENA -Awakening From the Ordinary Life-（麻宮アテナ）
- Lの季節 〜A piece of memories〜（鈴科流水音）
- クラッシュ・バンディクー レーシング（ココ・バンディクー）
- 奏（騒）楽都市OSAKA（久山・枝下）
- ハイスクール・オブ・ブリッツ
- 戦国美少女絵巻 空を斬る!! 〜春風の章〜（伊夜）
- 悠久幻想曲3 Perpetual Blue（バーシア・デュセル）

2000年
- クラッシュ・バンディクー カーニバル（ココ・バンディクー）
- COOL COOL TOON（イヤミィ）

2001年
- おかえりっ!〜夕凪色の恋物語〜（姫神澪）
- CAPCOM VS. SNK 2 MILLIONAIRE FIGHTING 2001（麻宮アテナ）
- ドキドキプリティリーグ Lovely Star（広瀬弥生）
- Memories Off 2nd（南つばめ）

2002年
- 機動新撰組 萌えよ剣（沖田薫）

2003年
- SNOW（2003年 - 2007年、北里しぐれ、龍神） - DC / PS2 / PSP版
- メモオフみっくす（南つばめ）
- Memories Off Duet（南つばめ）

2004年
- ケロロ軍曹 メロメロバトルロイヤル（西澤桃華）
- 金色のガッシュベル!! シリーズ（2004年 - 2024年、リィエン） - 9作品

2005年
- ケロロ軍曹 メロメロバトルロイヤルZ（西澤桃華）
- ブルーフロウ（マキ＝アルディート、コニー＝メラネサ）
- Memories Off After Rain Vol.2・3（南つばめ）

2006年
- Quartett! 〜THE STAGE OF LOVE〜（メイ・アルジャーノ）
- キミキス（水澤摩央）
- ブルーブラスター（マキ＝アルディート）

2007年
- ケロロ軍曹 演習だヨ!全員集合パート2（西澤桃華）

2008年
- Lの季節2 invisible memories（鈴科流水音）
- クロスエッジ（マルローネ）
- Sugar+Spice! 〜あのこのステキな何もかも〜（七巳灯花）
- スーパーロボット大戦Z（城琉菜）
- 超劇場版ケロロ軍曹3 天空大冒険であります!（西澤桃華）

2009年
- 金田一少年の事件簿 悪魔の殺人航海（金田一二三）
- 超劇場版ケロロ軍曹 撃侵ドラゴンウォリアーズであります!（西澤桃華）
- LUNAR ハーモニー オブ シルバースター（ジェシカ）

2010年
- ケロロRPG 騎士と武者と伝説の海賊（モモエル）
- ONE PIECE ギガントバトル!（ケイミー）

2011年
- クレヨンしんちゃん 宇宙DEアチョー!? 友情のおバカラテ!!
- 第2次スーパーロボット大戦Z 破界篇 / 再世篇（2011年 - 2012年、飛鷹葵、城琉菜） - 2作品
- テイルズ オブ エクシリア（ティポ）
- ONE PIECE ギガントバトル! 2 新世界（ケイミー）

2012年
- SDガンダム GGENERATION（2012年 - 2019年、ルシエ・アイズリー、マイキャラクターボイス女性〈OVER WORLD・CROSSRAYS〉） - 2作品
- エルクローネのアトリエ 〜Dear for Otomate〜（マルローネ）
- 第2次スーパーロボット大戦OG（アーマラ・バートン）
- テイルズ オブ エクシリア2（ティポ、ルル）

2013年
- スーパーロボット大戦UX（飛鷹葵）

2014年
- 魔法少女大戦 ZANBATSU（榊天音）
- 第3次スーパーロボット大戦Z 時獄篇 / 天獄篇（2014年 - 2015年、飛鷹葵） - 2作品
- スーパーロボット大戦OGサーガ 魔装機神F COFFIN OF THE END（アーマラ・バートン）
- ロボットガールズZ ONLINE（ドボちん〈ファイナルドボルザーク〉）

2015年
- グランブルーファンタジー（2015年 - 2018年、エキドナ、ルル、ティポ、ポルン）

2016年
- ぷよぷよ!!クエスト（ハンナ）

2017年
- エンドライド -X fragments-（レイアーナ）
- テイルズ オブ ザ レイズ（2017年 - 2022年、ティポ、キサラ）
- クラッシュ・バンディクー ブッとび3段もり!（ココ・バンディクー）
- 東京放課後サモナーズ（ベンテン、ロビンソン、バートロ）
- 12オーディンズ（マリー）
- ファントム オブ キル（アバリス・D. plug《ドミネイトプラグ》・パズズ）

2018年
- SNKヒロインズ 〜Tag Team Frenzy〜（麻宮アテナ）
- アトリエオンライン 〜ブレセイルの錬金術士〜（マリー）

2019年
- ネルケと伝説の錬金術士たち 〜新たな大地のアトリエ〜（マルローネ〈マリー〉）
- 夢現Re:Master（マリー・マーラー）
- スーパーロボット大戦DD（2019年 - 2023年、リナリア・クオ、アーマラ・バートン）
- スーパーロボット大戦X-Ω（飛鷹葵）
- 放置少女〜百花繚乱の萌姫たち〜（麻宮アテナ）

2020年
- アークナイツ（ブリーズ）
- 夢現Re:Idol 〜大鳥あいのキャラが主人公として薄すぎる件について（マリー・マーラー）
- 夢現Re:After（マリー・マーラー）
- シノビマスター 閃乱カグラ NEW LINK（麻宮アテナ）
- クラッシュ・バンディクー4 とんでもマルチバース（ココ・バンディクー）

2021年
- テイルズ オブ アライズ（2021年 - 2023年、キサラ）
- 共闘ことばRPG コトダマン（リィエン）
- 御城プロジェクト:RE〜CASTLE DEFENSE〜（城塞都市ディーテ、伊達政宗）

2023年
- レスレリアーナのアトリエ 〜忘れられた錬金術と極夜の解放者〜（2023年 - 2024年、マリー）

2025年
- メモリーズオフ 双想 ～Not always true～（南つばめ）

### 吹き替え

#### 映画
- ウェス・クレイヴンズ ウィッシュマスター（シャノン・アンバーソン〈ウェンディ・ベンソン〉）
- 鬼教師ミセス・ティングル（リー・アン〈ケイティ・ホームズ〉）
- 9か月（モリー・ドワイアー〈アレクサ・ヴェガ〉）
- ザ・スカウト 殺戮祭の日
- スクリーム2（シーシー・クーパー〈サラ・ミシェル・ゲラー〉）
- 冷たい月を抱く女（ブリジット）※テレビ東京版
- ブラスト/沈黙のテロリスト
- ホーム・アローン（ミーガン・マカリスター〈ヒラリー・ウルフ〉）※テレビ朝日版（日本語吹替完全版Blu-rayBOX収録）
- ホーム・アローン2（ミーガン・マカリスター〈ヒラリー・ウルフ〉）※テレビ朝日版

#### ドラマ
- エミリー、パリへ行く（カミーユ〈カミーユ・ラザ〉）
- オーシャンガール（英語版）（レナ）
- グッド・ドクター 名医の条件（モーガン・レズニック〈フィオナ・グーベルマン〉）

#### アニメ
- T.M.N.T（テレビ東京版）
- エリアス ちいさなレスキューせん（チャギナ）
- ビーストウォーズメタルス 超生命体トランスフォーマー（トランスミューテイト）
- ヘラクレス（アナクサレテ）

### 特撮
- ボイスラッガー（1999年、夕樹遙 / ボイスラッガーローズ）

### ドラマCD
時期不明
- がぁーでぃあんHearts（チェル〈チェルシー・フォークル〉）
  - がぁーでぃあんHeartsわ〜あっぷ!（チェル〈チェルシー・フォークル〉）

- 獣装機攻ダンクーガノヴァ ドラマCD（飛鷹葵）
- Days of Memories 3 オリジナルドラマCD（麻宮アテナ、初代アテナ）
- トゥルー・ラブストーリー みさきの部屋へおいでよVol.3（天野みどり）
- 街 第Qの男 〜QはquestionのQ〜（麻生しおり）
- ドラマCD「ペルソナ」（桐島恵理子）
- マリア様がみてる シリーズ（島津由乃 他）
- 集英社ドラマCDシリーズ
  - DJCD マリア様がみてる "La Vierge Marie Vous Regarde" 1 - 3巻
  - DJCD マリア様がみてる 〜Winter Special 2007〜

- ドラマCD Memories Off〜思い出のパルティータ〜（南つばめ）
- みんなで作るメモオフCD!!（南つばめ）
- ケロロ軍曹シリーズ（西澤桃華）
  - ケロロ軍曹 地球（ペコポン）侵略CD
  - ケロロ軍曹 宇宙でもっともギリギリなCD第5巻

1995年
- バウンティ・ソード外伝 -鋼鉄の龍-（クレイオ）

1997年
- CDドラマ NaNa（ハチ）

1999年
- 爆走兄弟レッツ&ゴー!!GIRL〈レディース・グランプリ開幕!!〉（大神マリナ）
- Audio Drama "Eve"

2003年
- 秋桜の空に（佐久間晴姫）

2006年
- ドラマCD 魔法店舗カナルナ Magic.1（ルナ）

2007年
- キラメキ☆銀河町商店街（佐藤香澄）

2010年
- 今日の早川さん（早川量子）
- ドラマCD 萌酒とむりえ〜お酒の国の大宴会、萌えて候！〜（ブランデー伯爵）

2017年
- 爆走兄弟レッツ&ゴー!! 超青春ドラマCD（星馬豪）

2018年
- 爆走兄弟レッツ&ゴー!! 超青春ドラマCD 第2弾（星馬豪）

### その他のCD
- アークザラッドIII マーシアの決意（マーシア・アクイ・クォーツ）
- ゲゲゲの鬼太郎・妖怪パラパラ（アマビエ）
- 平安魔都からくり綺談破ノ二
- E'S GファンタジーコミックCDコレクション (1) 降り立つ場所（明日香）
- メモリーズオフ 2nd ミニアルバム・コレクション Vol.4 南つばめ
- メモリーズオフ 2nd ドラマシリーズ Vol.2 つばめのおしゃべり&クリーニング
- マリーのアトリエ 〜ザールブルグの錬金術士〜シリーズ（マルローネ）
- メルティランサー イースタンメトロポリス事件ファイル（ナナイ・ナタレシオン・ナインハルテン）
- 萌えよ剣/夜明け/青春の祭り（沖田薫）
- リトルステップスソングコレクション（マーシア）

### ラジオドラマ
- 青春アドベンチャー「これは王国のかぎ」（2000年3月13日 - 31日、NHK-FM）上田ひろみ（ジャニ）

### ラジオ
※はインターネット配信。
1990年代
- B-UNIV バーチャファクトリー （1994年、KBS京都）
- 岩男潤子のプクプクペンギンパーク（1995年、TBSラジオ）
- 俊と由里と春菜のPC-FXクラブ（1996年、文化放送）
- 春菜のドラマチックな夜だから（1996年、東海ラジオ）
- 超機動放送アニゲマスター（1997年 - 1999年、文化放送）
- 池澤春菜のみんなで、た〜る♥ 〜ラジオ・マリーのアトリエ〜（1997年 - 1998年、TBSラジオ）
- 池澤春菜のぱちモンOSAKA（1998年 - 1999年、ラジオ大阪）
- ラジオジュテーム（1998年 - 2000年、文化放送）

2000年代
- 池澤春菜の人間風車（2000年、ラジオ関西）
- マッコウ・春菜のまるみえON LINE（CF-ONLINE）
- Haruna Eyed View（2000年 - 2002年、BSQR489）
- サタデーホットリクエスト（2002年、NHK-FM）
- ポップスライブラリー（2004年、NHK-FM）
- コバルト ときめきwebラジオ（2005年 - 2008年、Webコバルト※）
- ユカナ*ハルナのスイートマジック（2006年、音泉※）
- ゆかな*はるな canary*lunar Market（2006年 - 2008年、音泉※・BEWE※）

2010年代
- アフター6ジャンクション（2018年 - 、TBSラジオ）※不定期出演

2020年代
- 池澤春菜のフェーズチェンジ（2024年 - 、NHKラジオ第1）

#### ラジオCD
- ディスク・ジュテーム1 - 3（1999年）

### ナレーション
- Boarding 世界のエアライン（2003年4月 - 2005年3月、テレビ東京）
- ジャパン建材（ラジオCM）

### テレビ番組
※はインターネット配信。
- 渋谷でチュッ!（1997年4月 - 1998年3月、テレビ東京） - 初代アシスタント
- さんすうすいすい（1996年4月 - 1999年3月、NHK教育テレビ） - バリアー星人 役
- フランス語会話（2003年度版、NHK教育テレビ） - 共演者にはRihito（リヒト）など
- 金曜アニメ館（2000年3月 - 2002年3月、NHK BS2） - 週変りの司会者
- ひとりでできるもん!（2000年 - 2001年、NHK教育テレビ） - サラディーナ 役
- 不倫調査員・片山由美8（2006年8月2日、テレビ東京） - 池澤春菜（TVレポーター） 役
- BSガイド（NHK BS2）
- セレクションX（テレビ朝日）
- CLUB DIRECT（ディレクTVプロモチャンネル） - アシスタント
- NHK特集『パルテノン神殿〜美と叡智の宝庫』（NHKハイビジョン）
- 歴史秘話ヒストリア（NHK総合テレビ）
- DJモノフェスタ（2011年4月22日 - 2012年7月14日、フジテレビジョン）
- 原宿ブックカフェ（2014年4月4日 - 11月28日、BSフジ） - 「ブックサロン」司会（川端健司〈フジテレビアナウンサー〉と共に司会）
- ダブルタップミステリー（2023年8月11日 - 9月2日、テレビ朝日） - 尾形貴弘（パンサー）と共演

### 舞台
- バーストマン32nd公演「真夏の夜の夢」（1997年4月、ハーミア）
- バーストマン34th公演「夜曲〜放火魔ツトムの優しい夜」（1997年12月、黒百合）
- バーストマン37th公演「奥様は化け猫」（1998年12月、珠世）
- バーストマン38th公演「ANGEL TOUCH 〜天国に一番近い場所〜」（1999年7月、田島栞）
- バーストマン39th公演「童Ri夢－2000－」（2000年5月）
- 「グッバイ、チャーリー」（2005年4月、ジェニファー）
- 「椿姫〜不滅の恋〜」（2023年1月、ヴィオレッタ）

### 映像商品
- BOX JE T'AIME（2002年1月23日）
- メモオフ・ファーストコンサート（2002年3月20日）
- メモオフ・セカンドコンサート コンプリートDVD（2003年3月28日）
- マリア様がみてる〜秋のリリアン祭 第二部〜（2009年2月25日）
- テイルズ オブ フェスティバル 2012

### その他コンテンツ
- NHKデジタル放送キャラクター「きらり」の声
- サンデーCM劇場「MÄR編」（ドロシー）[88]
- 声優チャット
- TalkingClock Ikezawa Haruna（2012年）[89]
- VOCALOID マクネナナ
- Kikubon
  - 皆勤の徒（朗読）
  - ランドスケープと夏の定理（朗読）
- Audible
  - トッカン -特別国税徴収官-（朗読）
  - トッカンvs勤労商工会（朗読）
  - ザリガニの鳴くところ（朗読）
  - 二つと十億のアラベスク（朗読 著者：高野史緒）

## ディスコグラフィ

### シングル
|     | 発売日         | タイトル                 | 規格品番  |
| --- | -------------- | ------------------------ | --------- |
| 1st | 1997年9月18日  | B線上のイノセント        | TYDY-2096 |
| 2nd | 1997年10月29日 | ひとりぼっちのバースデイ | TYDY-2102 |
| 3rd | 1998年1月21日  | 世紀末でも平気           | TYDY-2102 |
| 4th | 1999年7月22日  | Neo Evolution            | KLDA-1005 |

### アルバム

#### オリジナルアルバム
|     | 発売日         | タイトル       | 規格品番   |
| --- | -------------- | -------------- | ---------- |
| 1st | 1995年12月16日 | Sweetie        | MECP-30036 |
| 2nd | 2000年3月23日  | Chocolat       | SVWC-7058  |
| 3rd | 2001年6月6日   | caramel        | SVWC-7079  |
| 4th | 2008年11月7日  | *Confetti*     | GNCA-7119  |
| 5th | 2009年11月6日  | quatre quarts  | GNCA-7143  |
| 6th | 2012年7月4日   | ファンタムジカ | WMBM-15    |
| 7th | 2014年4月23日  | 羽化-eclosion- | GCHR-7001  |

#### ミニアルバム
|     | 発売日        | タイトル     | 規格品番  |
| --- | ------------- | ------------ | --------- |
| 1st | 2009年5月27日 | 光の花束     | GNCA-7134 |
| 2nd | 2010年5月26日 | 夜想サァカス | GNCA-7158 |

### キャラクターソング
| 発売日   | 商品名                                                                   | 歌 | 楽曲                                                     | 備考                                                 |
| 1997年   | 1997年                                                                   | 1997年 | 1997年                                                   | 1997年                                               |
| -------- | ------------------------------------------------------------------------ | --- | -------------------------------------------------------- | ---------------------------------------------------- |
| 1月21日  | リトルステップ イメージアルバム                                          | 美詩エル（池澤春菜）、端山みどり（山口由里子）、蒔苗涼子（加藤優子） | 「恋のおきみやげ」                                       | ゲーム『リトルステップ』関連曲                       |
| 2001年   |                                                                          | |                                                          |                                                      |
| 7月25日  | SONGS OF GALS!                                                           | 山咲美由（池澤春菜） | 「I WILL」                                               | テレビアニメ『超GALS!寿蘭』関連曲                    |
| 2002年   |                                                                          | |                                                          |                                                      |
| 1月9日   | メモリーズオフ2nd・ミニアルバム・コレクションVol.4 冷たい太陽            | 南つばめ（池澤春菜） | 「冷たい太陽」                                           | ゲーム『Memories Off 2nd』関連曲                     |
| 5月9日   | みんなでつくるメモオフCD!!                                               | 南つばめ（池澤春菜） | 「雨の日の想い」                                         | ゲーム『Memories Off 2nd』関連曲                     |
| 5月9日   | みんなでつくるメモオフCD!!                                               | メモオフ2ndメンバー | 「浜咲学園校歌斉唱」                                     | ゲーム『Memories Off 2nd』関連曲                     |
| 5月9日   | みんなでつくるメモオフCD!!                                               | 1st&2ndメンバー全15人 | 「雨のち想い出」                                         | ゲーム『Memories Offシリーズ』関連曲                 |
| 2003年   |                                                                          | |                                                          |                                                      |
| 1月22日  | 萌えよ剣                                                                 | 近藤勇子（折笠愛）、土方歳絵（松井菜桜子）、沖田薫（池澤春菜） | 「萌えよ剣」                                             | ゲーム・OVA『機動新撰組 萌えよ剣』オープニングテーマ |
| 1月22日  | 萌えよ剣                                                                 | 近藤勇子（折笠愛）、土方歳絵（松井菜桜子）、沖田薫（池澤春菜） | 「夜明け」                                               | ゲーム『機動新撰組 萌えよ剣』エンディングテーマ      |
| 2004年   |                                                                          | |                                                          |                                                      |
| 9月23日  | みんなで作るメモオフCD!! Part2                                           | 桧月彩花（山本麻里安）、白河ほたる（水樹奈々）、南つばめ（池澤春菜）、寿々奈鷹乃（千葉紗子）、相摩希（南里侑香）、黒須カナタ（村田あゆみ）、北原那由多（高橋美佳子）、藤原雅（かかずゆみ） | 「誰よりもきっと〜for memories〜」                       | ゲーム『Memories Offシリーズ』関連曲                 |
| 2005年   |                                                                          | |                                                          |                                                      |
| 7月22日  | マリア様がみてる〜春〜 イメージアルバムvol.2 黄薔薇編                    | 島津由乃（池澤春菜）、支倉令（伊藤静）、鳥居江利子（生天目仁美） | 「Ma Soeur…」 「明日晴れたら…」                          | テレビアニメ『マリア様がみてる〜春〜』関連曲         |
| 2006年   |                                                                          | |                                                          |                                                      |
| 4月7日   | みんなでつくるメモオフCD!! Season 3                                      | みんな&みんな | 「紙ヒコーキの旅（メモオフバレンタインコンサートLive）」 | ゲーム『Memories Offシリーズ』関連曲                 |
| 4月7日   | みんなでつくるメモオフCD!! Season 3                                      | 池澤春菜、山本麻里安、小林沙苗、白石涼子、村田あゆみ、井ノ上奈々 | 「ロマンシングストーリー」                               | ゲーム『Memories Offシリーズ』関連曲                 |
| 11月29日 | キミキス キャラクターCD vol.3 水澤摩央＆咲野明日夏                       | 水澤摩央（池澤春菜） | 「世界が色を変えるとき〜Only you can change my world〜」 | ゲーム『キミキス』関連曲                             |
| 12月6日  | ATHENA THE MUSIC                                                         | 麻宮アテナ（池澤春菜） | 「傷だらけのBlue Moon」                                  | ゲーム『ザ・キング・オブ・ファイターズ』関連曲       |
| 2007年   |                                                                          | |                                                          |                                                      |
| 12月21日 | キミキス pure rouge DVD第1巻初回封入特典特製キャラクターCD「水澤摩央編」 | 水澤摩央（池澤春菜） | 「青空loop（水澤摩央ver.）」                             | テレビアニメ『キミキス pure rouge』関連曲            |
| 2008年   |                                                                          | |                                                          |                                                      |
| 4月23日  | キミキス pure rouge キャラクターソングアルバム                           | 水澤摩央（池澤春菜） | 「many many smile」                                      | テレビアニメ『キミキス pure rouge』関連曲            |
| 2009年   |                                                                          | |                                                          |                                                      |
| 4月22日  | 萌えよ剣／夜明け／青春の祭り                                             | 近藤勇子（折笠愛）、土方歳絵（松井菜桜子）、沖田薫（池澤春菜） | 「青春の祭り」                                           | OVA『機動新撰組 萌えよ剣』エンディングテーマ         |

### その他参加楽曲
| 発売日         | 商品名                                                            | 歌 | 楽曲                                                             | 備考                                   |
| -------------- | ----------------------------------------------------------------- | --- | ---------------------------------------------------------------- | -------------------------------------- |
| 1998年7月18日  | pourquoi?                                                         | 池澤春菜、氷上恭子 | 「Girlfriends」                                                  | ラジオ番組『ラジオジュテーム』関連曲   |
| 1998年9月19日  | q’est-ce que c’est?                                               | 池澤春菜、氷上恭子 | 「未来へのスーヴェニール」                                       | ラジオ番組『ラジオジュテーム』関連曲   |
| 1999年2月27日  | Poe et Moe/foie gras                                              | 池澤春菜、氷上恭子 | 「」                                                             | ラジオ番組『ラジオジュテーム』関連曲   |
| 1999年10月21日 | Live Je t'aime～Je t'aime Mania 99 IN HELL                        | 池澤春菜 | 「夢の降る夜」                                                   | ラジオ番組『ラジオジュテーム』関連曲   |
| 1999年10月21日 | Live Je t'aime～Je t'aime Mania 99 IN HELL                        | 氷上恭子、池澤春菜、田中理恵 | 「木綿のハンカチーフ」                                           | ラジオ番組『ラジオジュテーム』関連曲   |
| 2000年2月10日  | dream power-翼なき者たちへ-                                       | A・G・A・S | 「dream power-翼なき者たちへ-」                                  | 文化放送A&Gゾーンイメージソング        |
| 2001年1月10日  | WONDERFUL TIME!                                                   | 池澤春菜、豊口めぐみ、柚木涼香 | 「WONDERFUL TIME!」                                              | テレビ番組『金曜アニメ館』テーマソング |
| 2001年1月10日  | WONDERFUL TIME!                                                   | 池澤春菜、豊口めぐみ、柚木涼香 | 「WONDERFUL TIME!（AMBIENT MIX）」 「WONDERFUL TIME!（TV MIX）」 | テレビ番組『金曜アニメ館』関連曲       |
| 2002年2月20日  | メモオフ・ファーストコンサートALBUM〜表も裏も完全ノーカット版！〜 | 間島淳司、山本麻里安、那須めぐみ、田村ゆかり、浅野るり、河合久美、利田優子、水樹奈々、菊池志穂、池澤春菜、仲西環、千葉紗子、南里侑香、小尾元政、REMI、KAORI | 「MEMORIE I・N・G（Live）」                                      | ゲーム『Memories Offシリーズ』関連曲   |
| 2008年10月13日 | テレビマンガ主題歌風 オリジナルソングコレクション                 | 池澤春菜 | 「チャカちゃんの歌」                                             |                                        |
| 2009年2月25日  | パンコレ voice actresses’ legendary punk songs collection         | 池澤春菜 | 「Basket Case」 「God Save The Queen」                           |                                        |

## 執筆活動

### エッセイ集
- 乙女の読書道（2014年1月 本の雑誌社）
  - 連載：『本の雑誌』2009年1月号 -
- SFのSは、ステキのS（2016年5月 早川書房）
  - 連載：『S-Fマガジン』2010年8月号 -
- 最愛台湾ごはん 春菜的台湾好吃案内（2017年8月 KADOKAWA）
- はじめましての中国茶（2017年10月 本の雑誌社）
- おかわり最愛台湾ごはん 春菜的台湾好吃案内（2018年7月 KADOKAWA）
- 台湾市場あちこち散歩（2019年9月 KADOKAWA）
- おかえり台湾 食べて、見て、知って、感じる 一歩ふみ込む二度目の旅案内（2020年5月 インプレス） - 共著：高山羽根子
- SFのSは、ステキのS+（2022年12月 早川書房）

### 小説

#### 単行本
- わたしは孤独な星のように（2024年5月 早川書房）
  - 収録作品：糸は赤い、糸は白い / 祖母の揺籠 / あるいは脂肪でいっぱいの宇宙 / 宇宙の中心でIを叫んだワタシ / いつか土漠に雨の降る / Yours is the Earth, and everything that’s in it / わたしは孤独な星のように

#### アンソロジー
「」内が池澤春菜の作品。
- NOVA 2021年夏号（2021年4月 河出文庫）「オービタル・クリスマス」 - 原作：堺三保
- 2084年のSF（2022年5月 ハヤカワ文庫JA）「祖母の揺籠」
- NOVA 2023年夏号（2023年4月 河出文庫）「あるいは脂肪でいっぱいの宇宙」

### 対談集
- ぜんぶ本の話（2020年6月 毎日新聞出版） - 共著：池澤夏樹

### 監修
- 現代SF小説ガイドブック 可能性の文学（2023年3月 ele-king books）

### 翻訳
- 無垢の歌（2021年3月 毎日新聞出版） - 著：ウィリアム・ブレイク、共訳：池澤夏樹
- 子供の詩の庭（2021年12月 毎日新聞出版） - 著：ロバート・ルイス・スティーヴンソン、共訳：池澤夏樹
- 火守（2021年12月 KADOKAWA） - 著：劉慈欣

### 写真集
- クックラ・ムー 池澤春菜写真集（1998年12月 ソフトバンククリエイティブ）

### 単行本未収録

#### 連載
- 池澤春菜のCOFFEE,TEA or BOOK？（『週刊プレイボーイ』1996年5月21日号 - 1997年4月22日号）
- 池澤春菜の天声姫語（『Mac Fan』2005年8月号 - ）
- 池澤春菜が薦める文庫この新刊！（『朝日新聞』）
- 池澤春菜のSFロボ×リアルロボ（『ロボコンマガジン』2013年7月号 - ）

#### 雑誌等掲載
- 「私は書かないの？」作家の家に生まれた私の迷い（『文藝春秋SPECIAL』2012年3月号）
- 読書が君と世界をつなぐ（『世界を平和にするためのささやかな提案』2015年5月 河出書房新社 14歳の世渡り術）
- あなたに寄り添うアニメ（『人生を変えるアニメ』2018年8月 河出書房新社 14歳の世渡り術）
- 化身（『ヒミツのヒミツの猫集会』2019年3月 天夢人）
- コズミック・スフィアンシンクロニズム〜小惑星レースで世界を救え！〜（『S-Fマガジン』2023年10月号） - 小説
- 空を目指す煙（ケムール 2024年4月16日[90]） - 小説